# Majdan Policki
Majdan Policki – wieś w Polsce, położona w województwie lubelskim, w powiecie lubelskim, w gminie Krzczonów. Do 1 stycznia 2011 r. miejscowość była przysiółkiem wsi Nowiny Żukowskie
Wieś jest najdalej na północ wysuniętą miejscowością gminy Krzczonów.
W latach 1975–1998 miejscowość należała administracyjnie do województwa lubelskiego.